# Dienné
Dienné ist eine französische Gemeinde im Département Vienne in der Region Nouvelle-Aquitaine. Sie zählt 364 Einwohner (Stand: 1. Januar 2022) und ist Teil des Kantons Vivonne (bis 2015: Kanton La Villedieu-du-Clain) im Arrondissement Poitiers. Die Einwohner werden Diennois genannt.

## Geografie
Dienné liegt etwa 18 Kilometer südsüdöstlich von Poitiers. Umgeben wird Dienné von den Nachbargemeinden Fleuré im Norden, Lhommaizé im Osten, Saint-Laurent-de-Jourdes im Süden sowie Vernon im Westen.

## Bevölkerungsentwicklung
| Jahr                      | 1962 | 1968 | 1975 | 1982 | 1990 | 1999 | 2006 | 2013 |
| Einwohner                 | 312  | 275  | 253  | 285  | 339  | 388  | 473  | 545  |
| Quelle: Cassini und INSEE |      |      |      |      |      |      |      |      |